# إدوين واتسون
إدوين واتسون (بالإنجليزية: Edwin Watson)‏ (28 مايو 1914 في المملكة المتحدة - 1 يناير 1944) هو لاعب كرة قدم بريطاني (وحمل سابقاً جنسية المملكة المتحدة لبريطانيا العظمى وأيرلندا) في مركز الوسط. لعب مع نادي بارتيك ثيسل وهدرسفيلد تاون ونادي برادفورد بارك أفنيو.